# Annemarie Kramer
Anna Maria (Annemarie) Kramer (Haarlem, 15 februari 1975) is een Nederlandse voormalige sprintster uit Haarlem. Ze werd vijfvoudig Nederlands kampioene en maakte enkele jaren deel uit van de nationale 4 × 100 m estafetteploeg. Ze nam eenmaal deel aan de Olympische Spelen.

## Biografie

### Jeugd en eerste successen
Annemarie Kramer begon op haar twaalfde met atletiek en kwam er al vrij snel achter dat ze goed kon sprinten. In 1996 werd Kramer voor het eerst zowel nationaal indoor- als outdoorkampioene op de 200 m.
In 1997 maakte ze haar internationale doorbraak. Ze verbeterde al haar persoonlijke records. De 4 × 200 m estafette liep ze op 2 februari 1997 in Den Haag met haar clubgenotes Mami Awuah Asante, Andra Laarhuis en Esther van Ooijen in 1.40,03, een nieuw Nederlands indoorrecord voor clubteams. Bij de Europacup wedstrijd in het Deense Odense vertegenwoordigde ze Nederland op zowel de 100 m als de 200 m. Op beide onderdelen ging ze met goud naar huis. Op de Europese kampioenschappen U23 in het Finse Turku dat jaar miste ze op een haar (vierde plek) een medaille op de 200 m.
In eigen land prolongeerde Kramer haar in- en outdoortitel op de 200 m en won ook de 60 m indoor.

### Tegenslag
Het jaar 1998 werd er een om snel te vergeten. Annemarie Kramer liep een hele serie blessures op, die begon toen ze tijdens een trainingskamp enkele rugwervels kneusde. Vervolgens kreeg ze last van haar schenen, daarna van haar hamstring en ten slotte opnieuw van haar rug. 'Ik heb dit jaar bijna meer behandelkamers van binnen gezien dan dat ik op atletiekbanen actief ben geweest...', verzuchtte ze halverwege het jaar. Ze liet zich door de tegenslag echter niet uit het veld slaan. 'Iedereen mag denken wat ie wil maar ik weet zeker dat mijn grenzen nog lang niet zijn bereikt!', klonk het strijdvaardig. En zo werd ze achter Mami Awuah Asante zowaar nog tweede op de 100 m tijdens de Nederlandse kampioenschappen in Groningen en stond ze aan het eind van het jaar met 11,74 derde op de nationale 100 m-ranglijst en eveneens derde op de 200 m-ranglijst met 23,85. Een knap staaltje, gezien alle blessureperikelen.
Een jaar later was Kramer ten opzichte van het jaar ervoor echter geen steek opgeschoten. Twee derde plaatsen op de 100 en 200 m tijdens de nationale kampioenschappen in Apeldoorn en opnieuw tweemaal een derde plaats op de nationale ranglijst met 11,73 en 23,85 waren dan weliswaar toonbeelden van regelmaat, dát scenario had Annemarie Kramer voor zichzelf niet in gedachten gehad.

### WK 2003
In 2001 was ze haar rugproblemen zo zat, dat ze besloot om te stoppen. Kramer ging op reis en verbleef lang in Australië. Daar begon het echter langzaam maar zeker weer te kriebelen en wilde ze de baan weer op, al waren haar rugklachten nog steeds niet verdwenen. Desondanks wist zij zichzelf weer op een dusdanig niveau te brengen, dat zij ten slotte in 2003 werd verkozen om deel te nemen aan de wereldkampioenschappen in Parijs als lid van de 4 × 100 m estafetteploeg, die verder bestond uit Jacqueline Poelman, Pascal van Assendelft en Joan van den Akker. De ploeg nomineerde zich voor de Olympische Spelen door van de 20 deelnemende landen de twaalfde tijd te lopen. Desondanks bleef de finale onbereikbaar, al liep het Nederlandse viertal met 43,96 wel de snelste tijd van het seizoen.

### Olympische Spelen van Athene
Een jaar later vertegenwoordigde de 4 × 100 m estafetteploeg in exact dezelfde formatie Nederland op de Olympische Spelen van Athene. Kramer zou als slotloopster optreden, maar door een wisselfout tussen Joan van den Akker en Jacqueline Poelman kwam het stokje nooit in haar handen terecht en werd het team in de series uitgeschakeld. "Ik dacht: nee, nee, nee!!! [...] Het gaat mis, we moeten opnieuw. Ik wist: dit gebeurt gewoon niet, dan moeten we gewoon nog een keer. Pas in de catacomben realiseerde ik me dat dat niet kon. Ik was zo in een roes dat ik niet door had dat het klaar was, dat dit het was. [...] Als je maar een tiende minder hard gaat, loopt het allemaal in de soep. Het is zo op elkaar afgestemd dat je blind moet weggaan."

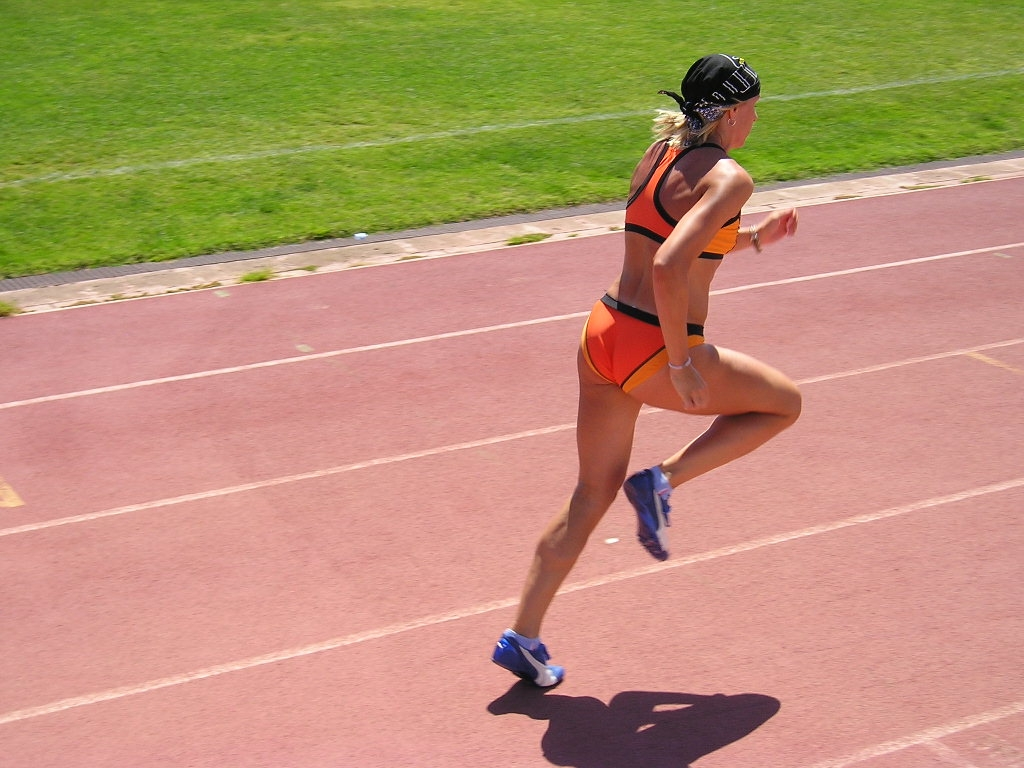
Annemarie Kramer tijdens een trainingskamp op Lanzarote in 2005

Op de WK in 2005 in Helsinki werd ze samen met haar teamgenotes opnieuw gediskwalificeerd. Dit keer, omdat de wissel buiten het wisselvak plaatsvond.

### Einde carrière
Begin mei 2007 maakte Annemarie Kramer bekend, dat zij inmiddels een punt had gezet achter haar actieve atletiekloopbaan. Als reden gaf zij op geen reële doelen meer te zien waarvoor zij zich kon motiveren. Bovendien had zij in 2006 ook weer veel last ondervonden van haar oude rugblessure. Zij zou zich nu gaan richten op het opbouwen van haar maatschappelijke carrière.
Die richting heeft ze inmiddels gevonden. Nadat ze haar opleiding aan de Johan Cruijff University had afgerond ging ze in 2008 aan de slag bij NextSquash, een organisatie die zich bezighoudt met de promotie van squash in de breedste zin van het woord. In 2011 was het bedrijf o.a. organisator van het WK Squash voor dames en heren in Rotterdam. Na vier jaar was het tijd voor iets anders en kon ze aan de slag als Topsport Coördinator bij Topsport Haarlemmermeer. "Een geweldige uitdaging. Ik heb heel wat jaren in mijn atletiekcarrière geïnvesteerd, om het allerhoogste te bereiken", vertelt Kramer. "Inmiddels heb ik de nodige kennis vergaard en heb daarbij een netwerk in de sportwereld opgebouwd. Deze zaken kan ik prima gebruiken bij het begeleiden van aanstormend talent." De pijn in haar rug voelt ze intussen nauwelijks meer. "Ik heb ermee leren leven." 
Annemarie Kramer was als atlete lid van atletiekvereniging KAV Holland.

### Privé
Annemarie Kramer heeft een dochter en een zoon. 

## Nederlandse kampioenschappen
Outdoor
| Onderdeel | Jaar       |
| --------- | ---------- |
| 200 m     | 1996, 1997 |

Indoor
| Onderdeel | jaar       |
| --------- | ---------- |
| 60 m      | 1997       |
| 200 m     | 1996, 1997 |

## Persoonlijke records
Outdoor
| Onderdeel | Prestatie | Datum        | Plaats   |
| --------- | --------- | ------------ | -------- |
| 100 m     | 11,44 s   | 7 juni 1997  | Oordegem |
| 200 m     | 23,24 s   | 13 juli 1997 | Turku    |

Indoor
| Onderdeel | Prestatie | Datum            | Plaats   |
| --------- | --------- | ---------------- | -------- |
| 60 m      | 7,43 s    | 22 februari 1997 | Den Haag |
| 200 m     | 23,59 s   | 15 februari 1997 | Gent     |

## Palmares

### 60 m
- 1997:  NK indoor – 7,43 s
- 1999:  NK indoor – 7,59 s

### 100 m
- 1997:  Europacup C in Odense - 11,68 s
- 1998:  NK – 11,86 s (+0,9 m/s)
- 1999:  NK – 11,75 s (+1,2 m/s)

### 150 m
- 2000:  Ter Specke Bokaal - 18,58 s

### 200 m
- 1996:  NK indoor – 24,06 s
- 1996:  NK – 23,88 s
- 1997:  NK indoor – 23.69 s
- 1997: 4e EK U23
- 1997:  NK – 23,61 s
- 1997:  Europacup C in Odense - 23,72 s
- 1998:  NK indoor – 23,97 s
- 1999:  NK - 23,85 s (-1,1 m/s)
- 2003: 4e NK - 24,15 s (+4,0 m/s)
- 2005:  NK indoor – 24,45 s

### 4 × 100 m
- 2003: 5e in series WK - 43,96 s
- 2004: DNF OS (foute wissel)
- 2005: DQ in series WK